# Saad Ali Al-Shuwaib

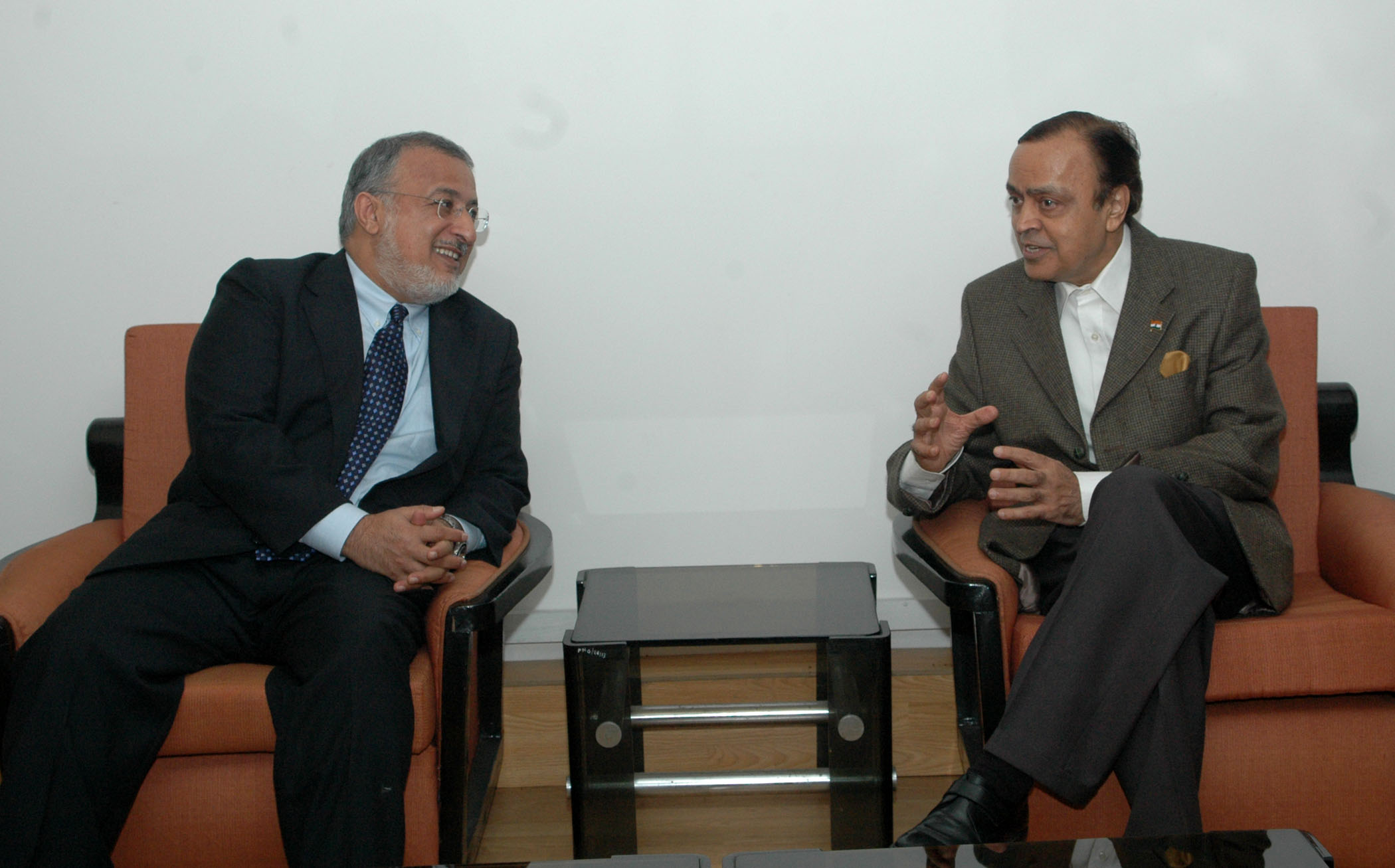
Saad Al-Shuwaib (links) mit dem indischen Minister Murli Deora in Neu-Delhi, 2007

Saad Ali Al-Shuwaib (arabisch سعد علي الشويب, DMG Saʿd ʿAlī aš-Šuwaib) ist Ingenieur, Manager und seit März 2007 Nachfolger von Hani Hussain als stellvertretender Vorstandsvorsitzender und Chief Executive Officer (CEO) der staatlichen Kuwait Petroleum Corporation (KPC).

## Leben
Al-Shuwaib studierte in den Vereinigten Staaten (USA) Maschinenbau und schloss seine Studien mit dem Master of Science ab, um 1977 als Referent und wissenschaftlicher Mitarbeiter im Bildungsministerium von Kuwait zu arbeiten. 1981 wechselte er in die Petrochemical Industries Company (PIC), einer Sparte des KPC-Konzerns. 2001 wurde er deren Vorsitzender und Geschäftsführer. In dieser Rolle baute er unter anderem ein Joint Venture mit der US-amerikanischen Dow Chemical Company auf. Bis zur Auflösung 2004 war er Vorstand und CEO der Development Enterprises Holding Company KSCC. 2007 löste er, zunächst interimsweise, Hani Hussain als Chef der KPC ab.
Parallel arbeitete er zwischenzeitlich als Dozent am damaligen Kuwait Institute of Applied Technology.